# San Francisco de Ocotán
San Francisco de Ocotán är en ort i Mexiko.   Den ligger i kommunen Mezquital och delstaten Durango, i den centrala delen av landet, 700 km nordväst om huvudstaden Mexico City. San Francisco de Ocotán ligger 2 075 meter över havet och antalet invånare är 270.
Terrängen runt San Francisco de Ocotán är kuperad åt nordost, men åt sydväst är den bergig. Runt San Francisco de Ocotán är det mycket glesbefolkat, med 3 invånare per kvadratkilometer. Närmaste större samhälle är Santa María de Ocotán, 13,9 km öster om San Francisco de Ocotán. I omgivningarna runt San Francisco de Ocotán växer huvudsakligen savannskog.